# Бољковац
Бољковац је насељено место у Босни и Херцеговини у општини Горњи Вакуф-Ускопље. Административно припада Федерацији Босне и Херцеговине, односно њеном Средњобосанском кантону. Према попису становништва из 2013. у насељу је било 327 становника, а већинско становништво у насељу били су Бошњаци.

## Становништво
По последњем службеном попису становништва из 2013. године у насељу Бољковац живело је 327 становника, а село је било етнички хомогено са апсолутном већинском бошњачком популацијом.
| Националност | 2013. | 1991.        | 1981.        | 1971.        |
| Бошњаци      | —     | 396 (99,75%) | 369 (99,73%) | 310 (95,09%) |
| Хрвати       | —     | 0            | 0            | 14 (4,29%)   |
| Срби         | —     | 0            | 0            | 1 (0,30%)    |
| Југословени  | —     | 0            | 1 (0,27%)    | 0            |
| остали       | —     | 1 (0,25%)    | 0            | 1 (0,30%)    |
| Укупно       | 327   | 397          | 370          | 326          |